# Thanh Lương, Bình Long
Thanh Lương là một xã thuộc thị xã Bình Long, tỉnh Bình Phước, Việt Nam.

## Địa lý
Xã Thanh Lương nằm ở phía bắc thị xã Bình Long, có vị trí địa lý:
- Phía đông giáp xã Thanh Phú và huyện Hớn Quản
- Phía tây và phía bắc giáp huyện Lộc Ninh
- Phía nam giáp xã Thanh Phú và huyện Hớn Quản.

Xã có diện tích 69,65 km², dân số năm 1999 là 11.756 người, mật độ dân số đạt 169 người/km².

## Lịch sử
Trước đây, Thanh Lương là một xã thuộc huyện Bình Long cũ.
Ngày 26 tháng 12 năm 1997, Chính phủ ban hành Nghị định 119/1997/NĐ-CP. Theo đó:
- Thành lập xã An Phú trên cơ sở 5.016 ha diện tích tự nhiên và 503 người của xã Thanh Lương; 2.230 ha diện tích tự nhiên và 5.964 người của thị trấn An Lộc
- Thành lập xã Thanh Phú trên cơ sở 1.689 ha diện tích tự nhiên và 6.043 người của xã Thanh Lương, 1.272 ha diện tích tự nhiên và 4.371 người của thị trấn An Lộc.

Sau khi điều chỉnh địa giới hành chính, xã Thanh Lương còn lại 6.695 ha diện tích tự nhiên và 7.970 người.